# Macrocypris
Macrocypris is een geslacht van kreeftachtigen uit de klasse van de Ostracoda (mosselkreeftjes).

## Soorten
- Macrocypris acuminata Cooper, 1941 †
- Macrocypris acutula Stewart, 1936 †
- Macrocypris aequabilis Oertli, 1959 †
- Macrocypris albertensis Loranger, 1954 †
- Macrocypris aoiticaudata Bate & Bayliss, 1969 †
- Macrocypris aspera Pribyl, 1962 †
- Macrocypris barrandei Boucek, 1936 †
- Macrocypris bartensteini Kummerow, 1949 †
- Macrocypris biconcava Croneis & Gutke, 1939 †
- Macrocypris bicurvata Cooper, 1946 †
- Macrocypris blanfordi Banerji, 1970 †
- Macrocypris bradiana Jones, 1884 †
- Macrocypris carbonica Brady, 1886 †
- Macrocypris cariosa Kuznetsova, 1961 †
- Macrocypris castigata Kuznetsova, 1961 †
- Macrocypris chapmani †
- Macrocypris compressa Seguenza, 1883
- Macrocypris concinna Jones & Hinde, 1890 †
- Macrocypris cylindracea (Bornemann, 1855) Bold, 1946 †
- Macrocypris datianensis Yi, 1993 †
- Macrocypris decoraeformis Luebimova & Sanchez, 1974 †
- Macrocypris deducta Zalanyi, 1974 †
- Macrocypris delicatula Bradfield, 1935 †
- Macrocypris dimorpha Hazel & Holden, 1971 †
- Macrocypris dubia Bonnema, 1940 †
- Macrocypris elongata Seguenza, 1883
- Macrocypris eocuneata Hornibrook, 1953 †
- Macrocypris extensa Zalanyi, 1974 †
- Macrocypris fabeformis Pranskevichius, 1972 †
- Macrocypris fontinensis Terquem, 1885 †
- Macrocypris garrisonensis Upson, 1933 †
- Macrocypris gigantea Conti, 1954 †
- Macrocypris gracilis (Brady, 1890) Holden, 1967
- Macrocypris gracilis Seguenza, 1883
- Macrocypris gracillima (Richter, 1867) Bassler & Kellett, 1934 †
- Macrocypris graysonensis Alexander, 1929 †
- Macrocypris guhai Bhandari, 1992 †
- Macrocypris horatiana Jones & Sherborn, 1888 †
- Macrocypris hsingkuoa Hu & Tao, 2008
- Macrocypris hubeiensis Sun (Quan-Ying), 1984 †
- Macrocypris illinoiensis Scott & Borger, 1941 †
- Macrocypris indiana Sastry & Mamgain, 1972 †
- Macrocypris inflata Seguenza, 1883
- Macrocypris insignis Lienenklaus, 1900 †
- Macrocypris jonesiana (Kirkby, 1858) Jones & Kirkby, 1886 †
- Macrocypris kayi Spivey, 1939 †
- Macrocypris kirkbyana (Jones, 1885) Bassler & Kellett, 1934 †
- Macrocypris kovacsiensis Mehes, 1936 †
- Macrocypris lanceolata Neufville, 1973 †
- Macrocypris lenticularis Cooper, 1946 †
- Macrocypris luganensis Conti, 1954 †
- Macrocypris lunata (Roemer, 1838) Malz, 1987 †
- Macrocypris maioris Maddocks, 1990
- Macrocypris marginata (Richter, 1867) Bassler & Kellett, 1934 †
- Macrocypris menardensis Harlton, 1929 †
- Macrocypris metuenda Maddocks, 1990
- Macrocypris minna (Baird, 1850) Brady, 1867
- Macrocypris minuta Swain & Peterson, 1952 †
- Macrocypris miranda Maddocks, 1990
- Macrocypris modica Kotschetkova, 1983 †
- Macrocypris mucronata Conti, 1954 †
- Macrocypris nebraskensis (Upson, 1933) Zalanyi, 1974 †
- Macrocypris nimia Maddocks, 1990
- Macrocypris niuerhia Hu & Tao, 2008
- Macrocypris obtusa Terquem, 1886 †
- Macrocypris oolithica Terquem, 1885 †
- Macrocypris opinabilis Maddocks, 1990
- Macrocypris ovata Cooper, 1941 †
- Macrocypris pacifica Hu, 1979 †
- Macrocypris panxianensis Wang, 1978 †
- Macrocypris parvula Boucek, 1936 †
- Macrocypris peteria Hu & Tao, 2008
- Macrocypris posterobtusa Wang, 1978 †
- Macrocypris prima Mehes, 1936 †
- Macrocypris proclivis Maddocks, 1990
- Macrocypris reginni Coryell & Johnson, 1939 †
- Macrocypris remesiana Kegel, 1928 †
- Macrocypris saksaulensis Luebimova, 1980 †
- Macrocypris sansheia Hu & Tao, 2008
- Macrocypris shechiia Hu & Tao, 2008
- Macrocypris silesiaca Kummerow, 1953 †
- Macrocypris siliqua (Jones, 1858) Jones, 1891 †
- Macrocypris siliqua Veen, 1934 †
- Macrocypris siliquoides Jones, 1887 †
- Macrocypris stoliczki Banerji, 1970 †
- Macrocypris subinflata Neviani, 1928 †
- Macrocypris symmetrica Jones, 1887 †
- Macrocypris teretis Cooper, 1946 †
- Macrocypris trapezialis Kotschetkova, 1983 †
- Macrocypris trigona Seguenza, 1883
- Macrocypris turkmenensis Andreev, 1965 †
- Macrocypris uniformis Conti, 1954 †
- Macrocypris vinei Jones, 1887 †
- Macrocypris yolii Hu, 1983